# Chiddingly
Chiddingly (IPA-Lautschrift: tʃɪdɪŋlaɪ) ist ein Dorf und Civil parish im Wealden District der administrativen Grafschaft East Sussex, im historischen Sussex, 8 km nordwestlich von Hailsham.
Die Gemeinde ist ländlich geprägt. Sie umfasst das eigentliche Dorf sowie einige Hamlets; die größten sind Muddles Green und Thunder’s Hill sowie Gun Hill, Whitesmith, Holmes Hill, Golden Cross, Broomham und Upper Dicker.

## Lage
Das Parish lieg im Low Weald. Wie Rom liegt Chiddingly auf sieben Hügeln: Thunders Hill, Gun Hill, Pick Hill, Stone Hill, Scrapers Hill, Burgh Hill and Holmes Hill, wobei der letztgenannte an der Straße A 22 im Süden des Parish liegt. Seitenarme des Flüsschens Cuckmere fließen nördlich und südlich des Dorfes.

## Verwaltung
Chiddingly gehört zum Wahlbezirk „Chiddingly and East Hoathly“. Die Bevölkerungszahl dieses so genannten „Electoral Ward“ war 3.220 nach dem entsprechenden Zensus von 2011.

## Geschichte
In der Region wurde zur Römerzeit Eisen bearbeitet. Das Domesday Book von 1086 nennt den Namen Cetelingei: Die heutige Endung des Namens -ly deutet auf eine sächsische Gründung hin. Bei dem „Chiddingly Boar“, gefunden 1999, handelt es sich offenbar um ein silbernes Hutabzeichen eines Anhängers von Richard III. von England, das wahrscheinlich in den 1480er Jahren verloren oder weggeworfen wurde. Heute befindet es sich im British Museum.

## Sehenswürdigkeiten und Besonderheiten

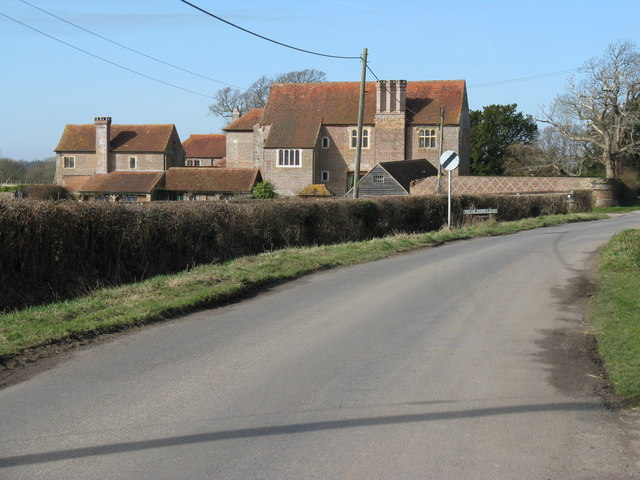
Getreidespeicher, Farm und „Kapellenscheune“ von Chiddingly Place, einem der Gutshäuser (manor houses) der Gegend

„Burgh Hill Farm Meadow“ ist eine Site of Special Scientific Interest (SSSI) im Gebiet des Parish. Diese von Hecken umgebene Wiese gehört zu einem ungewöhnlichen Grünlandtyp.
Die ältere Geschichte der anglikanischen Kirche in Chiddingly ist bis heute nicht vollständig geklärt, aber seit dem 13. Jahrhundert finden sich Verweise. Die Gemeinde gehört heute verwaltungsmäßig mit der benachbarten Gemeinde von East Hoathly zusammen. Eine kongregationalistische Kapelle wurde in Chiddingly 1901 gegründet.
Das jährliche Chiddingly Festival umfasst verschiedene Unterhaltungsangebote rund um Chiddingly. Chiddingly hatte bis 2015 vier Pubs: Das „Six Bells Inn“ im Dorf, das „Gun Inn“, das „Golden Cross Inn“ (nun umgebaut und für Apartmentwohnungen genutzt), das „Inn on the Park at Golden Cross“.

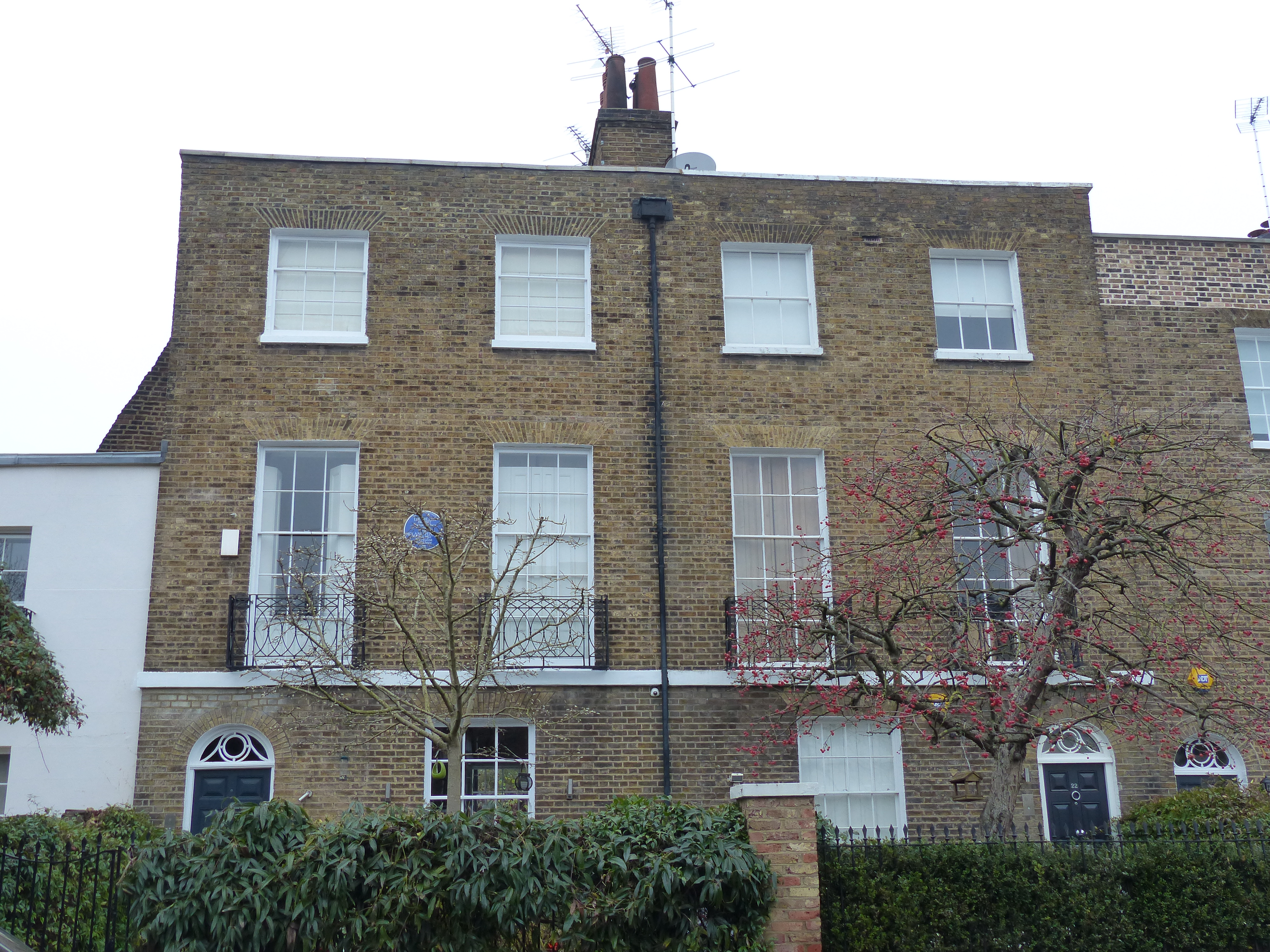
Farley Farm House im Jahr 2020

In Chiddingly befindet sich eine Grundschule, der Ort hat eine öffentliche Versammlungshalle sowie ein Museum überregionaler Bedeutung. Die von Antony Penrose gegründete Galerie im „Farley Farm House“ beschäftigt sich mit Leben und Werk von Roland Penrose und Lee Miller und kann nach Vorbestellung besichtigt werden.
„Stone Hill“ ist ein guterhaltenes 600 Jahre altes Farmhaus im Tudorstil mit einem parkartigen Garten. Im frühen 20. Jahrhundert, besaß J. M. Barrie, der Autor von Peter Pan dieses Haus, der hier bis 1934 lebte. in den 1970er/1980er Jahren war das Farmhaus im Besitz des Komponisten und Pianisten Keith Emerson (dem The-Nice-Keyboarder und Gründer von Emerson, Lake & Palmer), der hier mit seiner Familie lebte.
1971 handelte der Dokumentarfilm „The Moon and the Sledgehammer“ des Regisseurs Philip Trevelyan von der in der Umgebung des Ortes lebenden Familie Page, die zwei historische Zugmaschinen betrieb: einen Allchin und einen Fowler.

## Einzelnachweise

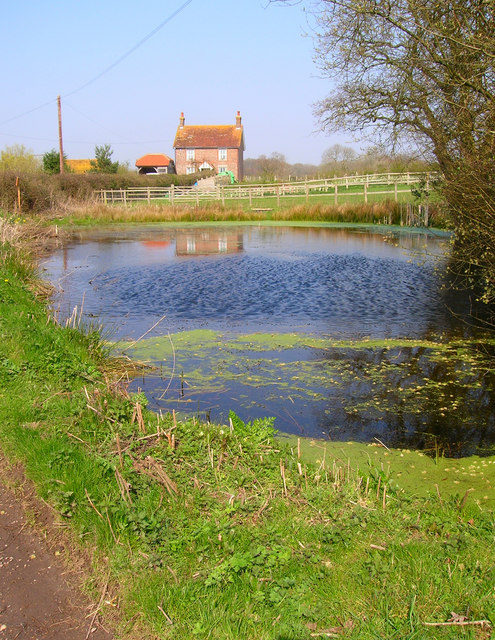
Frith's Farmhouse
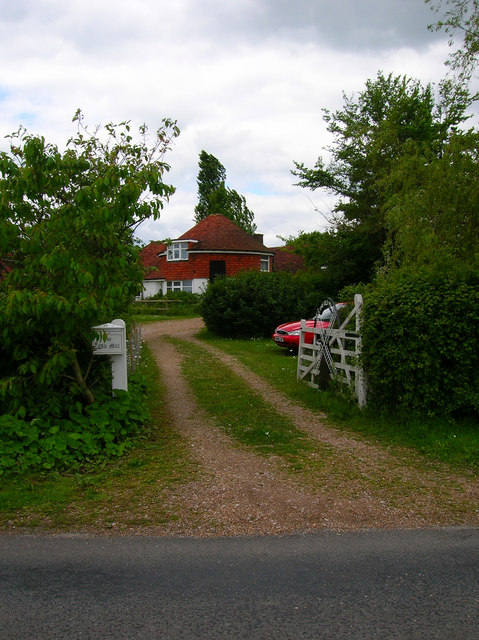
Dicker Mill House, Golden Cross
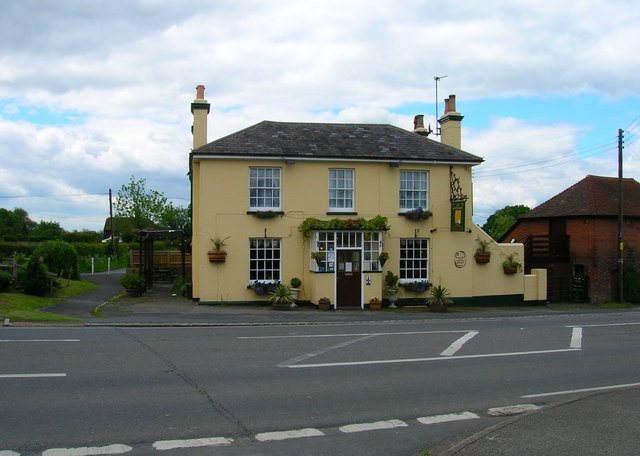
Golden Cross Inn, Golden Cross
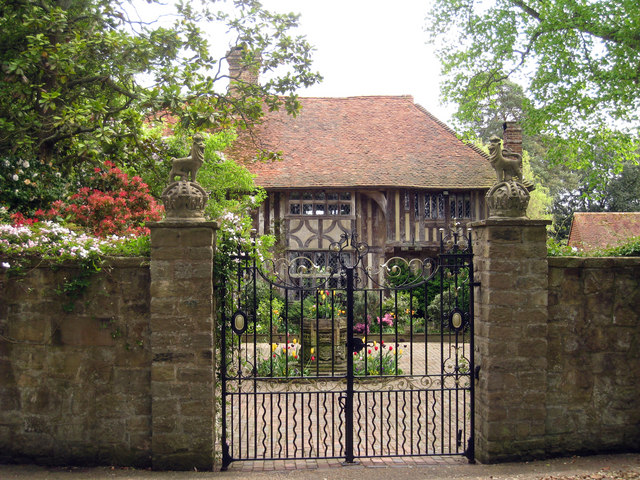
Stone Hill